# 앤디 맥다월
로절리 앤더슨 "앤디" 맥다월(Rosalie Anderson "Andie" MacDowell, 1958년 4월 21일 ~ )은 미국의 배우, 모델이다.
《섹스 거짓말 그리고 비디오테이프》(1989)로 인디펜던트 스피릿 어워드와 골든 글로브상 부문 여우주연상 후보에 올랐다. 딸 마거릿 퀄리와 함께 나온 넷플릭스 미니시리즈 《조용한 희망》(2021)으로 골든 글로브상 리미티드 시리즈, 텔레비전 영화 부문 여우조연상 후보에 올랐다.

## 출연 작품

### 영화
- 그레이스토크 (1984)
- 세인트 엘모의 열정 (1985)
- 섹스 거짓말 그리고 비디오테이프 (1989)
- 그린 카드 (1990)
- 허드슨 호크 (1991)
- 플레이어 (1992)
- 숏 컷 (1993)
- 사랑의 블랙홀 (1993) - 리타 역
- 베일 속의 카이로 (1993, Ruby Cairo)
- 네 번의 결혼식과 한 번의 장례식 (1994)
- 나쁜 여자들 (1994)
- 내 마음의 수호천사 (1995)
- 멀티플리시티 (1996)
- 마이클 (1996)
- 폭력의 종말 (1997)
- 별나라에서 온 머펫 (1999)
- 뮤즈 (1999, The Muse)
- 해리슨의 꽃 (2000)
- 타운 앤 컨트리 (2001)
- 크러쉬 (2001, Crush)
- 지노스트라 (2002, Ginostra)
- 뷰티 샵 (2005)
- 신나는 동물농장 (2006) - 목소리
- 헨리 르페이의 여섯 부인들 (2008, The Six Wives of Henry Lefay)
- 5쿼터 (2009)
- 몬테 카를로 (2011)
- 풋루즈 (2011)
- 매직 마이크 XXL (2015)
- 온리 더 브레이브 (2017)
- 레디 오어 낫 (2019)
- 노 맨스 랜드 (2021, No Man's Land) - 모니카 그리어 역
- 여름밤을 달려 봐 (2022) - 빅토리아 역

### 텔레비전
- 새터데이 나이트 라이브 (1989)
- 더 프랙티스 (2003)
- 30 ROCK (2012)
- 제인 바이 디자인 (2012)
- 트라이얼 앤 에러 (2017)
- 루폴의 드래그 레이스 (2017)
- 조용한 희망 (2021)
- 더 웨이 홈 시즌 3 (2025) - 델 랜드리 역